# Kirsti Sparboe
Kirsti Sparboe (Tromsø, 7 dicembre 1946) è una cantante norvegese.
Ha rappresentato la Norvegia all'Eurovision Song Contest in tre occasioni: nel 1965, nel 1967 e nel 1969. Nel 1972 ha vinto il premio Spellemannprisen come miglior artista femminile.